# Cosmos: A Spacetime Odyssey
Cosmos: A Spacetime Odyssey (n.đ. Vũ trụ: Chuyến du hành không-thời gian) là một bộ phim tài liệu khoa học nước Mỹ, được trình chiếu vào năm 2014. Chương trình này dựa theo phim tài liệu trước đó của Carl Sagan được trình chiếu trên PBS (Public Broadcasting Service - "Dịch vụ Truyền thông Công cộng"). Có thể nói, đây được coi là một cột mốc quan trọng cho phim tài liệu khoa học. Chương trình được trình bày bởi nhà vật lý thiên văn Neil deGrasse Tyson, người đã lấy cảm hứng từ Sagan từ khi còn là 1 sinh viên đại học. Bộ phim gồm 13 tập, cốt truyện dựa theo chương trình gốc, bao gồm yếu tố như "Ship of the Imagination" (Con tàu tưởng tượng), nhưng thông tin cập nhật hơn cùng với đồ họa máy tính tạo ra hình ảnh động phong phú và cảnh quay làm tăng tính tường thuật, chân thực hơn phim cũ. Chương trình được sản xuất bởi Brannon Braga.
Chương trình được chiếu lần đầu tiên vào ngày 9 tháng 3 năm 2014, trên kênh Fox ở Mỹ và kênh National Geographic Channel (Địa lý quốc gia) vào buổi đêm tiếp theo với nội dung bổ sung. Chương trình đã được trình chiếu ở một số quốc gia trên thế giới trên kênh Fox ở Mỹ và kênh National Geographic Channel.

## Phát sóng
Trong tháng 8 năm 2011, chương trình đã được chính thức công bố phát sóng giờ vàng vào mùa xuân năm 2014 Chương trình là sản phẩm hợp tác của Cosmos Studios của Druyan, Fuzzy Door Productions của MacFarlane, và kênh National Geographic Channel. Druyan, MacFarlane, Mitchell Cannold và giám đốc Brannon Braga là những nhà sản xuất điều hành phim này.
Tại Canada, chương trình được phát sóng đồng thời trên kênh Global, National Geographic Channel và Nat Geo Wild. Một bản phim xem trước tập đầu tiên của chương trình được phát sóng cho các sinh viên làm phim tại Liên hoan phim Sinh viên Nhà Trắng vào ngày 28 tháng 2 năm 2014.
Phim được chiếu đồng thời ở Mỹ trên mười mạng lưới Fox: Fox, FX, FXX, FXM, Fox Sports 1, Fox Sports 2, National Geographic Channel, Nat Geo Wild, Nat Geo Mundo, và Fox Life. Theo Fox Networks, đây là lần đầu tiên một chương trình truyền hình đã được thiết lập để ra mắt tại một simulcast (chương trình đồng thời truyền đi qua đài phát thanh và đài truyền hình) toàn cầu của mạng lưới này. Trung bình mỗi tập có 4,8 triệu lượt người xem.

## Thông cáo báo chí
Cosmos: A Spacetime Odyssey  đã được phát hành trên đĩa Blu-ray và DVD vào ngày 10 tháng 6 năm 2014. Có tất cả 13 tập phim, cùng với cuộc bình luận ở tập đầu tiên, và 3 "featurette" (một thuật ngữ được sử dụng trong ngành công nghiệp điện ảnh Mỹ để chỉ một bộ phim có chiều dài thường 24-40 phút): "Celebrating Carl Sagan: A Selection from the Library of Congress Dedication", "Cosmos at Comic-Con 2013" và "Cosmos: A Spacetime Odyssey - The Voyage Continues".

## Danh sách tập phim

### 1. "Standing Up in the Milky Way" (Vị trí trongdải Ngân Hà)
- Đạo diễn: Brannon Braga
- Ngày chiếu: 9 tháng 3 năm 2014

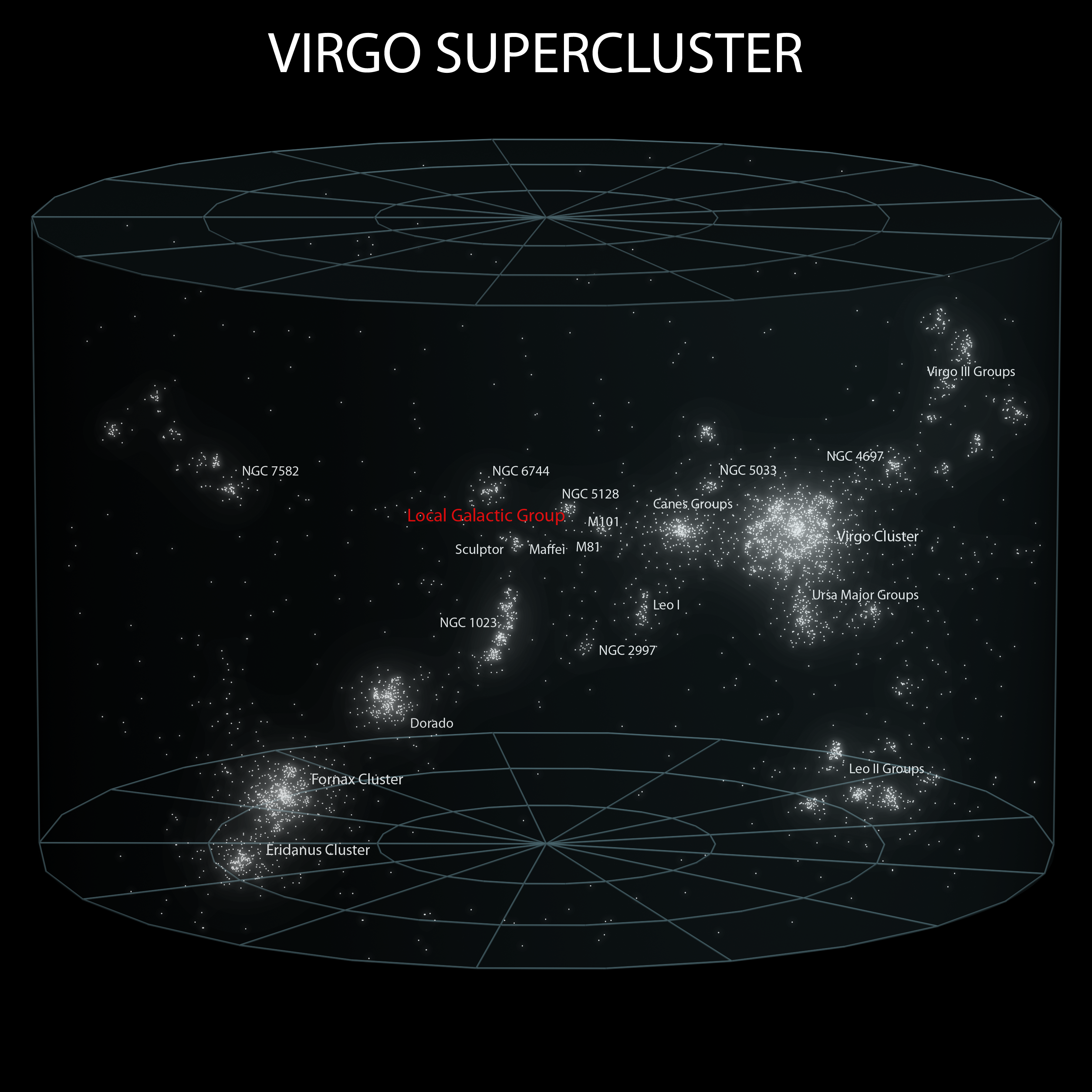
Vị trí của Trái Đất trong Siêu đám Xử Nữ.

- Lượng người xem (Ở Mỹ): 5,77 hoặc 8,5 triệu người
- Nội dung:
Mở đầu chương trình là ghi lại lời giới thiệu tóm tắt của vị Tổng thống nước Mỹ Barack Obama về cái gọi là "tinh thần khám phá" ("spirit of discovery") mà bộ phim mong muốn cung cấp cho người xem.

Mở đầu tập phim, Tyson đã nêu tầm quan trọng của phim Cosmos cũ của Carl Sagan, từ đó nêu lên mục đích của những tập phim này. Như phim cũ, mở đầu, Tyson đã giới thiệu cho người xem phương tiện di chuyển "Con tàu tưởng tượng". Con tàu này có thể đi nhanh hơn tốc độ ánh sáng, có thể nhìn về quá khứ, hiện tại và tương lai. Tyson đã giới thiệu cho người xem vị trí Trái Đất của ta trong vũ trụ quan sát được. Ngoài ra, ông còn giải thích tại sao loài người đã không luôn luôn nhìn thấy vũ trụ theo cách này, và mô tả những khó khăn của những con người như nhà triết học thời Phục Hưng Giordano Bruno, đã thách thức thuyết địa tâm hiện hành bởi Giáo hội Công giáo lúc đương thời.

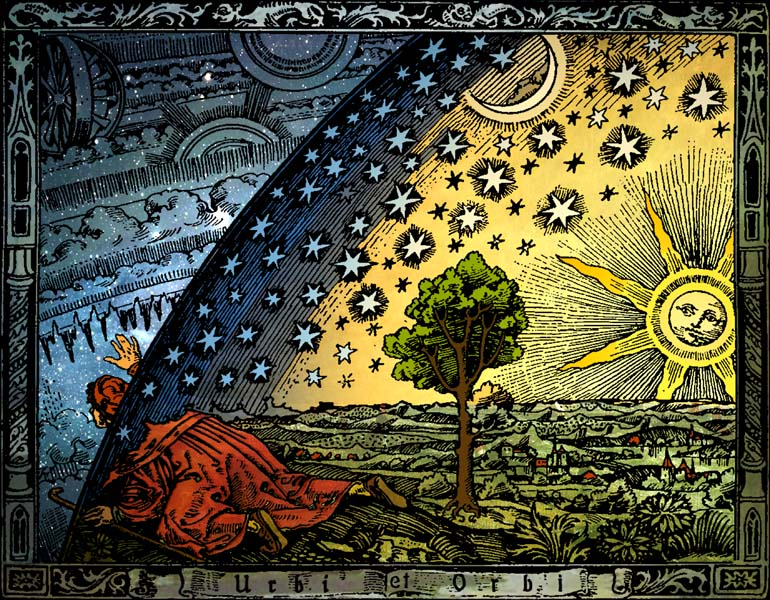
Trái Đất phẳng.

Tiếp theo, về phạm vi thời gian, Tyson đã sử dụng lịch vũ trụ (Cosmic Calendar). Lịch vũ trụ đã ghi lại lịch sử của vũ trụ, với thời gian mà vụ nổ Big Bang xảy ra là vào ngày 1 tháng 1, còn tất cả lịch sử của nhân loại sẽ được "ghi" trong những giây cuối cùng của phút cuối cùng vào ngày 31/12 (4 giây cuối cùng, từ khi con người từ thủa sơ khai cho đến hiện nay). Phần cuối tập phim, Tyson đã kể lại rằng Carl Sagan - đạo diễn phim Cosmos: A Personal Voyage - đã gây cảm hứng cho ông khi ông là một sinh viên cũng như những đóng góp của Sagan cho cộng đồng khoa học.

### 2. "Some of the Things That Molecules Do"(Những thứ mà phân tử tạo ra)
- Đạo diễn: Bill Pope
- Ngày chiếu: 16 tháng 3 năm 2014

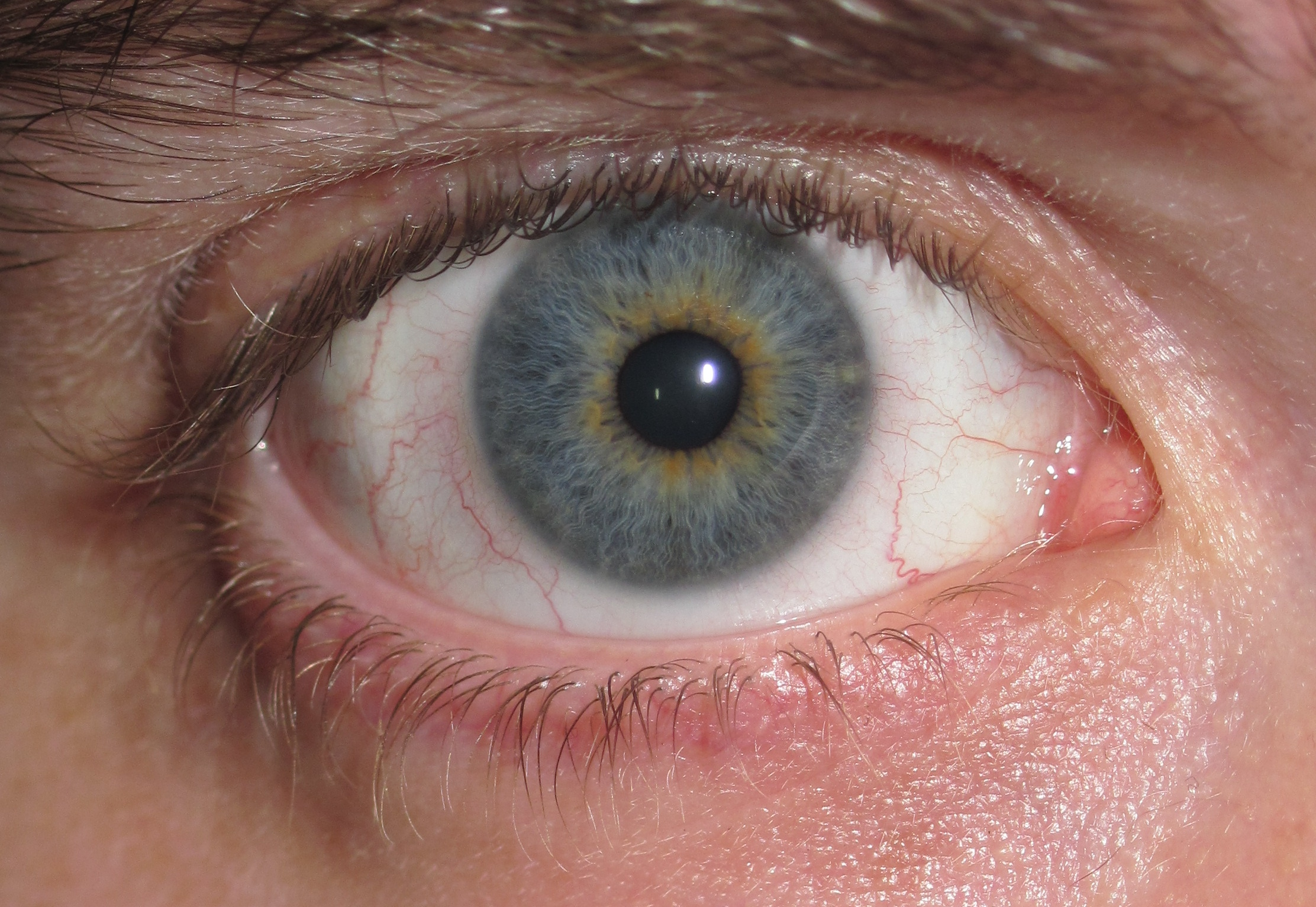
Mắt người, kết quả của chọn lọc tự nhiên trong hàng tỷ năm

Sự đa dạng của các loài được thể hiện qua Cây phát sinh sự sống.

- Lượng người xem (Ở Mỹ): 4,95 triệu người
- Nội dung:
Tập phim bao gồm một số khía cạnh về nguồn gốc của cuộc sống và tiến hóa. Tyson mô tả cả hai lựa chọn nhân tạo qua nhân giống chọn lọc, sử dụng các ví dụ về sự thuần hóa do con người như từ sói thành chó, và cách chọn lọc tự nhiên như loài như gấu trắng bắc cực (xưa là gấu nâu, nhưng do ở Bắc cực càng ngày càng rét, gấu trắng thích nghi tốt hơn nên dần dần thay thế gấu nâu). Tyson sử dụng "Con tàu tưởng tượng" để miêu tả hình dáng, cấu tạo DNA, đột biến gen, và miêu tả sự đa dạng của các loài như Cây phát sinh sự sống (tree of life), và đưa ví dụ điển hình như cấu tạo mắt của các loài, từ vi khuẩn cho đến cá, động vật trên cạn đầu tiên và cuối cùng là con người.
Tyson mô tả sự tuyệt chủng của các loài và sự kiện tuyệt chủng lớn đã quét sạch nhiều loài trên Trái Đất, trong khi một số loài, như tardigrade, có thể tồn tại và tiếp tục cuộc sống. Tyson phỏng đoán về khả năng của sự sống trên các hành tinh khác, chẳng hạn như mặt trăng của sao Thổ - Titan (vì có băng) - cũng như cách phát sinh luận thể có nguồn gốc sự sống trên Trái Đất. Tập phim kết thúc với một hình ảnh động từ phim Cosmos: A Personal Voyage để thể hiện sự tiến hóa, phát triển của sinh vật từ một tế bào duy nhất cho đến loài người hiện nay.

### 3. "When Knowledge Conquered Fear" (Khi kiến thức chinh phục nỗi sợ hãi)
- Đạo diễn: Brannon Braga
- Ngày chiếu: 23 tháng 3 năm 2014

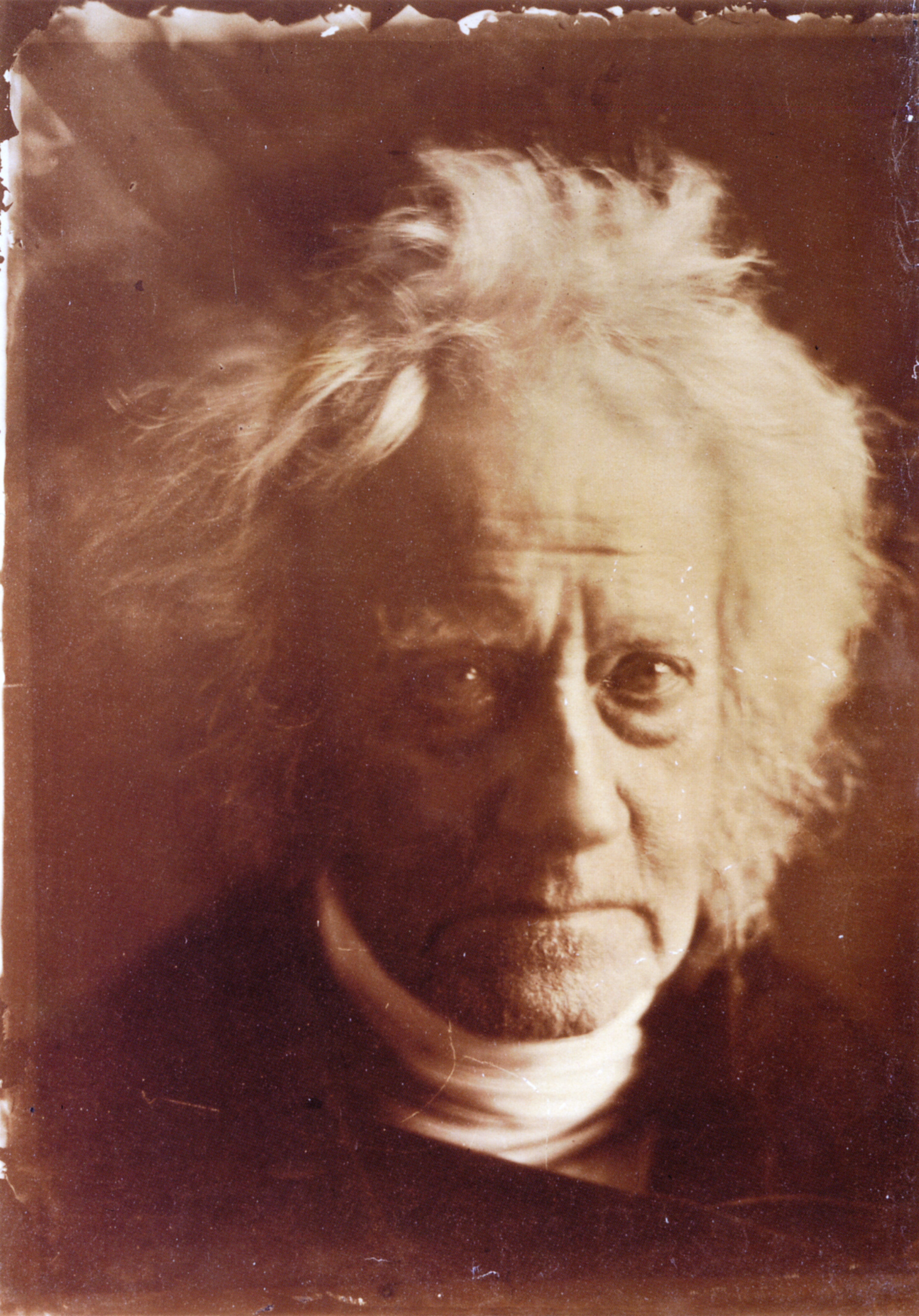
John Herschel, tháng 4 năm 1867

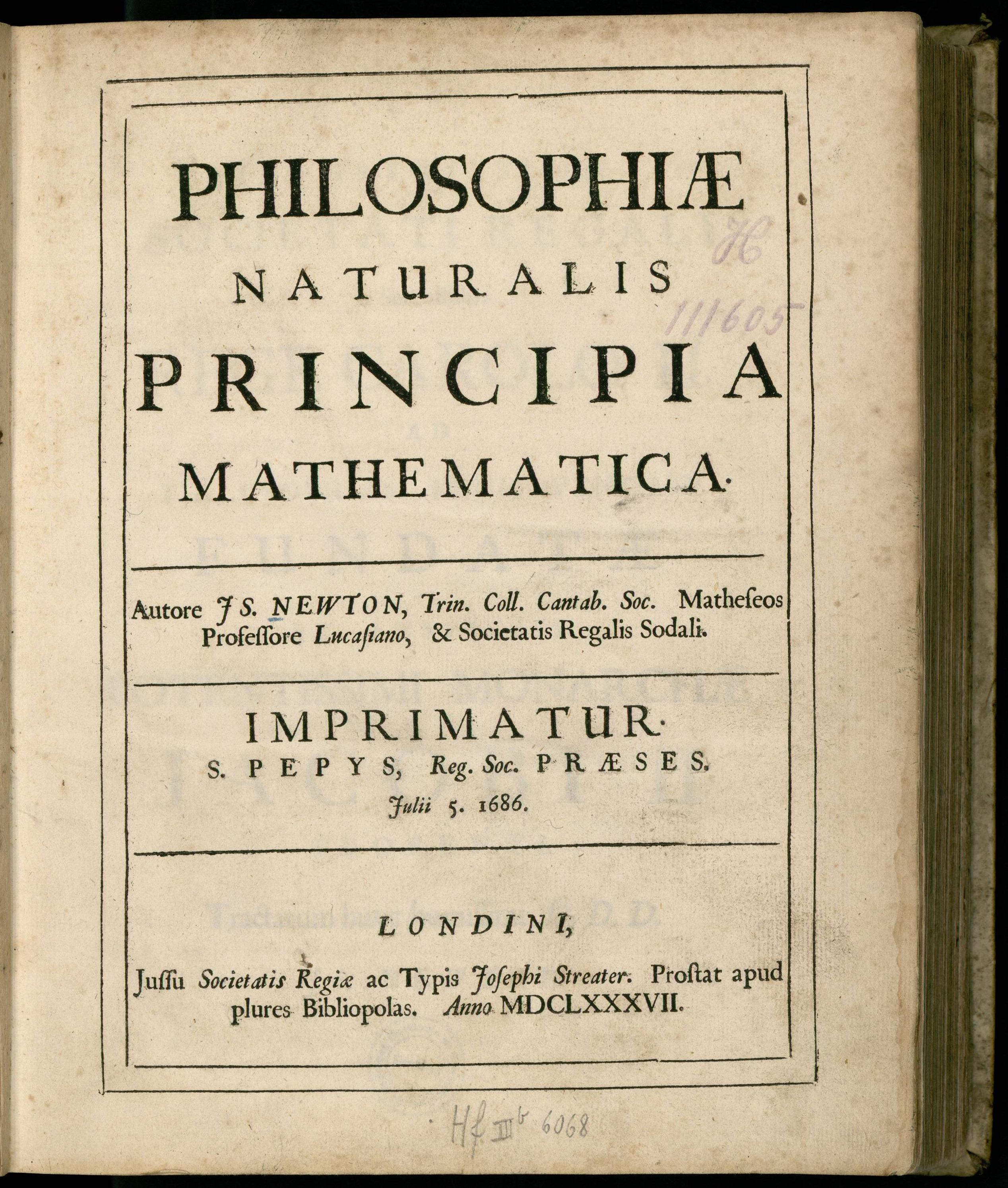
Trang đầu tiên của cuốn sách Philosophiæ Naturalis Principia Mathematica viết bởi Isaac Newton.

- Lượng người xem (Ở Mỹ): 4,25 triệu người
Mở đầu tập phim, Neil deGrasse Tyson đã mô tả cách nhận dạng mẫu, thể hiện trong nền văn minh sớm nhất là cách sử dụng thiên văn học và chiêm tinh học để dự đoán sự đi qua của các mùa trong năm, kể cả việc thông qua một sao chổi thường được coi như là một điềm báo. Tyson tiếp tục diễn thuyết nguồn gốc của sao chổi chỉ được biết đến trong thế kỷ 20, nhờ Jan Oort và giả thuyết của ông về đám mây Oort trên vũ trụ.
Tyson sau đó tiếp tục đề cập đến sự hợp tác giữa Edmond Halley và Isaac Newton trong thời gian cuối thế kỷ 17 ở Cambridge. Sự hợp tác này sẽ cho kết quả trong các ấn phẩm của Philosophiæ Naturalis Principia Mathematica (Các nguyên lý toán học của triết học tự nhiên), công việc quan trọng đầu tiên để mô tả các định luật vật lý trong thuật ngữ toán học, bất chấp sự phản đối về việc ăn cắp ý tưởng mà Robert Hooke nghĩ ra (dẫn đến những hành động rất chua chát của Newton với Robert Hooke) và những khó khăn tài chính của Hội Hoàng gia London. Tyson giải thích cách làm việc này thách thức quan điểm: Chúa đã tạo nên vũ trụ ở trên thiên đường, nhưng sẽ tạo tiền đề cho nhiều yếu tố của cuộc sống hiện đại, bao gồm cả việc bay vào không gian.
Tyson mô tả thêm sự đóng góp của Halley dựa trên công việc của Newton, trong đó có việc xác định khoảng cách từ Trái Đất đến Mặt trời, chuyển động của các ngôi sao và dự đoán quỹ đạo của sao chổi Halley bằng việc sử dụng định luật Newton. Tyson đối chiếu các phương pháp tiếp cận khoa học để hiểu biết thêm về thiên hà so với những gì mà các nền văn minh trước đó đã được thực hiện, và cho rằng, những tiến bộ này là những bước đi đầu tiên của nhân loại trên con đường khám phá vũ trụ. Tập phim kết thúc với một hình ảnh động. Đó là hình ảnh hợp nhất của thiên hà Milky Way và thiên hà Andromeda dựa trên các nguyên tắc định luật Newton.

### 4. "A Sky Full of Ghosts" (Bầu trời đầy ma)
- Đạo diễn: Brannon Braga
- Ngày chiếu: 30 tháng 3 năm 2014

- Lượng người xem (Ở Mỹ): 3,91 triệu người

Một lỗ đen.

Tyson bắt đầu tập phim bằng cách giải thích khái niệm của tốc độ ánh sáng (≈ 300 000 km/s). Sau đó, Tyson giải thích rằng chúng ta chỉ quan sát được 1 vùng của vũ trụ là do tốc độ ánh sáng. Ánh sáng đi đến đâu, chúng ta sẽ nhìn được không gian của vũ trụ đến đó (Ánh sáng đã đi được hàng tỉ năm).  Tyson tiếp tục giải thích cách mà thiên văn học hiện đại đã sử dụng các phân tích qua thời gian để xác định các sự kiện vụ nổ Big Bang và tuổi của vũ trụ hiện nay.
Tyson tiến hành mô tả cách thức làm việc của Isaac Newton, William Herschel, Michael Faraday và James Clerk Maxwell trong việc đóng góp vào sự hiểu biết tính chất của sóng điện từ và lực hấp dẫn, và làm thế nào mà công việc này lại dẫn tới việc hình thành thuyết tương đối của Albert Einstein, rằng tốc độ của ánh sáng là một hằng số cơ bản của vũ trụ và trọng lực có thể được xem như là sự biến dạng của kết cấu của không-thời gian. Tyson mô tả khái niệm của các sao tối (là sao chứa một hàm lượng lớn vật chất tối neutralino), không thể nhìn thấy nhưng có thể phát hiện bằng cách theo dõi các ngôi sao khác bị mắc kẹt trong giếng trọng lực của những ngôi sao này. Đó là một ý tưởng mà Herschel sử dụng để khám phá sao đôi.
Tyson sau đó mô tả tính chất của lỗ đen, lực hấp dẫn khổng lồ của họ thậm chí có thể nắm bắt ánh sáng, và khám phá của họ thông qua các nguồn tia X như Cygnus X-1. Tyson sử dụng tàu của tưởng tượng để cung cấp một định đề của sự cong của không-thời gian và thời gian giãn nở như khi đi vào chân trời sự kiện của lỗ đen, và khả năng này có thể dẫn đến các khả năng khác trong vũ trụ, hoặc thậm chí du hành xuyên thời gian. Tyson kết thúc tập phim bằng việc trình bày cách con trai của William Herschel tên là John Herschel lấy cảm hứng từ cha mình để tiếp tục thu thập tài liệu về các ngôi sao.

### 5. "Hiding in the Light" (Mật mã đằng sau ánh sáng)
- Đạo diễn: Bill Pope
- Ngày chiếu: 6 tháng 4 năm 2014

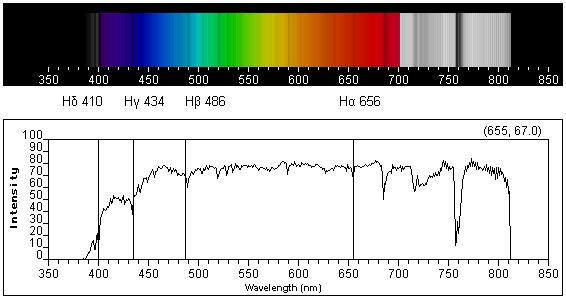
vạch Fraunhofer.

- Lượng người xem (Ở Mỹ): 3,98 triệu người
Tập phim này đề cập những lý thuyết sóng ánh sáng. Có thể nói ánh sáng đã đóng một vai trò vô cùng quan trọng trong tiến bộ khoa học, với các thí nghiệm cổ xưa như thí nghiệm buồng tối của nhà triết học Trung Quốc Mặc Tử hơn 2000 năm trước đây. Tyson mô tả công việc của nhà khoa học Ả Rập Ibn al-Haytham (Alhazen) (thế kỷ 11), được coi là một trong những người đầu tiên đưa ra định đề về bản chất của ánh sáng và thấu kính dẫn đến các khái niệm về kính thiên văn, cũng là một trong những nhà nghiên cứu đầu tiên sử dụng phương pháp khoa học.
Tyson bắt đầu nêu lên tính chất của ánh sáng được phát hiện bởi con người. Công trình của Isaac Newton sử dụng nhiễu xạ qua lăng kính cho thấy ánh sáng của quang phổ là nhìn thấy được. Còn William Herschel (thế kỷ 19) cho thấy rằng ánh sáng bao gồm các tia hồng ngoại (lúc đầu, ông lầm tưởng là nhiệt kế hỏng khi ông đặt nhiệt kế ấy ở khu vực không có màu (bên màu đỏ) mà nhiệt độ đo được cao hơn so với môi trường xung quanh). Joseph von Fraunhofer đã phóng đại quang phổ của ánh sáng nhìn thấy được, và thấy được khoảng trống trong quang phổ. Những vạch Fraunhofer này được xác định là do bởi sự hấp thụ ánh sáng bởi các electron trong việc di chuyển giữa các quỹ đạo nguyên tử (trong phim minh họa bằng mô hình Bohr) khi nó đi qua các nguyên tử, mỗi nguyên tử có vạch đặc trưng do tính chất lượng tử của các quỹ đạo nguyên tử. Điều này đã dẫn đến cái cốt lõi của quang phổ thiên văn học, cho phép các nhà thiên văn quan sát về thành phần của các ngôi sao, hành tinh, và các tính chất của sao khác thông qua các vạch quang phổ, cũng như quan sát sự chuyển động và mở rộng của vũ trụ, và sự tồn tại của vật chất tối.

### 6. "Deeper, Deeper, Deeper Still" (Sâu hơn, sâu hơn, sâu hơn nữa)
- Đạo diễn: Bill Pope
- Ngày chiếu: 13 tháng 4 năm 2014

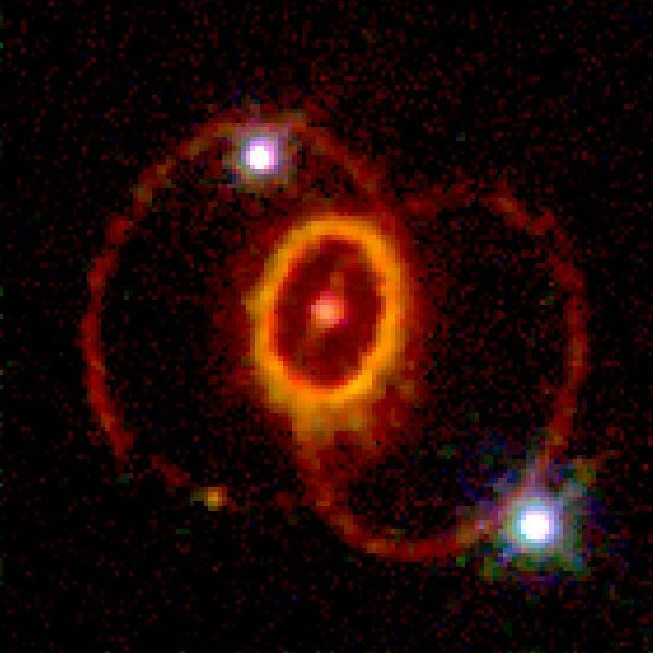
Siêu tân tinh SN1987A.

- Lượng người xem (Ở Mỹ): 3,49 triệu người
Tập phim này vẫn nói về cấu trúc của vũ trụ trên vi mô về nguyên tử. Tyson mô tả một số vi sinh vật sống trong một giọt sương như parameciums (trùng đế giày) và tardigrades (gấu nước). Ông thuyết trình về cách các cây cối sử dụng "nhà máy" quang hợp của mình thông qua lục lạp để hấp thụ ánh sáng mặt trời vào phản ứng hóa học chuyển đổi cacbonic và nước thành oxy và đường glucôzơ giàu năng lượng. Tyson sau đó thuyết trình về bản chất của các phân tử và nguyên tử và làm thế nào có liên quan đến sự tiến hóa của loài. Ông sử dụng các ví dụ được quy định bởi Charles Darwin về sự tồn tại của bướm lưỡi dài dựa trên bản chất của cây phong lan với phấn hoa trong đó. Ông tiếp tục chứng minh rằng mùi hương từ hoa được sử dụng để kích hoạt các trung tâm khứu giác trong não, kích thích trí óc nhằm để đe dọa như để hỗ trợ trong sự sống của các loài.
Tyson kể lại cách các triết gia Hy Lạp Thales và Democritus mặc nhiên công nhận rằng tất cả các vấn đề đã được tạo thành từ sự kết hợp của các nguyên tử trong một số lượng lớn các cấu hình, và mô tả cách cacbon hình thành các phân tử cơ bản cho sự sống trên Trái Đất do tính chất hóa học độc đáo của nó. Tyson giải thích về cấu trúc nguyên tử cơ bản của proton, neutron và electron, và quá trình phản ứng nhiệt hạch xảy ra ở hầu hết các ngôi sao có thể vượt qua các lực tĩnh điện bình thường giữ nguyên tử từ khi chạm vào nhau. Sau đó ông thảo luận về sự tồn tại của neutrino được tạo ra bởi các quá trình hạt nhân, và thường chạy qua tất cả các vật chất, làm cho chúng hầu như không thể phát hiện. Ông giải thích làm thế nào dưới lòng đất thiết bị hồ nước lót bằng các máy dò đặc biệt như Super-Kamiokande được sử dụng để phát hiện neutrino khi chúng va chạm với các phân tử nước, làm thế nào neutrino phát ra từ siêu tân tinh SN 1987A trong Đám mây Magellan Lớn đã được phát hiện ba giờ trước khi các photon ánh sáng từ vụ nổ đã được quan sát do khả năng của neutrino đi qua vật chất của sao chết. Tyson kết luận, có neutrino phát ra từ vụ nổ Big Bang vẫn còn tồn tại trong vũ trụ nhưng do tính chất của ánh sáng, có một "bức tường vô cùng" mà không thể quan sát được xa hơn nữa.

### 7. "The Clean Room" (Căn phòng siêu sạch)
- Đạo diễn: Brannon Braga
- Ngày chiếu: 20 tháng 4 năm 2014

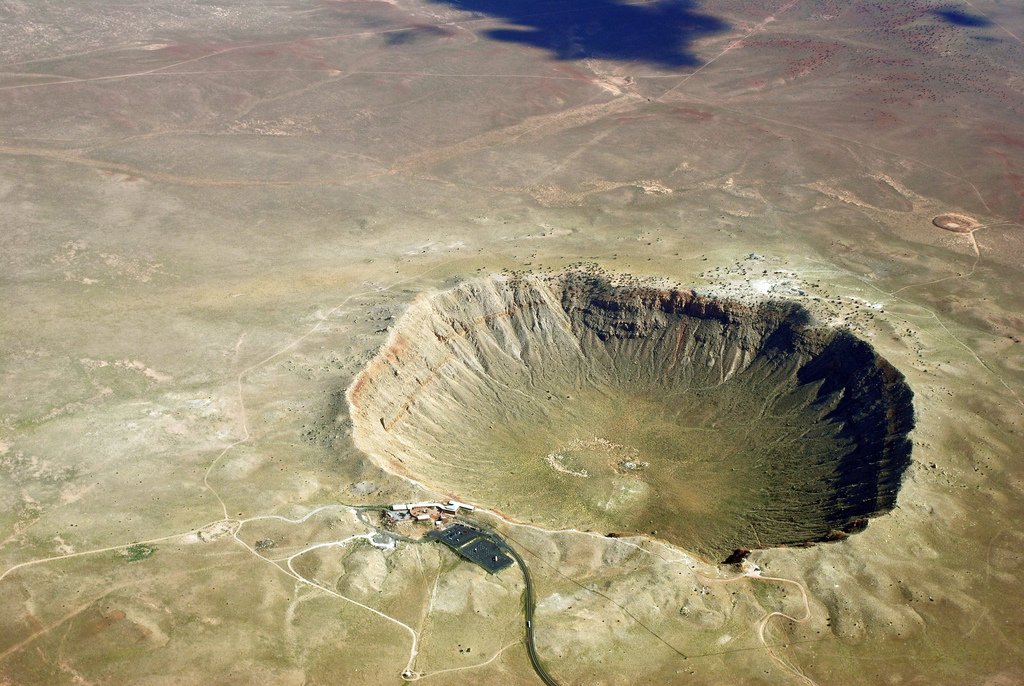
Các mảnh vỡ thiên thạch từ hố Meteor ở Arizona đã được sử dụng để ước tính tuổi của Trái Đất và các vật chất khác trong Hệ Mặt Trời.

- Lượng người xem (Ở Mỹ): 3,74 triệu người
Tập phim này tập trung trình bày cách thức Clair Patterson (lồng tiếng bởi Richard Gere) (giữa thế kỷ 20) có thể xác định tuổi của Trái Đất. Tyson đầu tiên mô tả cách Trái Đất được hình thành từ sự hợp nhất của vật chất trong một vài hàng triệu năm sau khi hình thành Mặt Trời, và trong khi các nhà khoa học có thể kiểm tra các thành phần trong tầng đá cho đến nay. Nhưng do sau nhiều sự kiện địa chất, đá không còn như thuở sơ khai, nên chỉ có thể theo dõi được cùng lắm là đến hàng triệu năm. Thay vào đó, các nhà khoa học đã sử dụng các mảnh vỡ của thiên thạch, như Meteor Crater ở Arizona, bởi vì các mảnh đá từ thiên thạch đến từ vành đai tiểu hành tinh được tạo ra cùng với sự hình thành của hệ Mặt Trời, do đó chúng bằng tuổi của Trái Đất.
Tyson sau đó kể lại những công việc mà Patterson đã làm khi là cố vấn của ông Harrison Brown để cung cấp một con số chính xác về lượng chì trong hạt zircon ở Meteor Crater, và làm việc với George Tilton, để tìm lượng uranium với các thiết lập thời gian bán hủy phân rã phóng xạ uranium tạo ra chì, điều này sẽ được sử dụng để ước tính tuổi của Trái Đất. Patterson cho thấy kết quả của mình luôn luôn thay đổi là vì dụng cụ phân tích đã bị ô nhiễm chì từ môi trường xung quanh, so với kết quả của George Tilton, và yêu cầu xây dựng các phòng với độ sạch cực cao đầu tiên để loại bỏ tất cả dấu vết chì trong môi trường. Với những kết quả đo được sau đó, Patterson đã có thể ước tính tuổi của Trái Đất là 4,5 tỷ năm.
Tyson tiếp tục giải thích rằng công việc của Patterson trong việc thực hiện các thí nghiệm chì trước đó đã hướng cho ông đến việc điều tra các nguồn chì. Tyson đã chú ý việc làm thế nào chì không tự nhiên xảy ra ở bề mặt Trái Đất nhưng đã được dễ dàng khai thác bởi con người (bao gồm cả đế chế La Mã), và nói rằng chì độc hại cho con người (ung thư chì, mất trí nhớ,...). Patterson đã kiểm tra hàm lượng chì trong môi trường chung và trong lòng đại dương và băng ở Nam Cực, cho thấy chì chỉ được khai thác lên mặt đất trong thời gian gần đây. Ông khám phá ra rằng độ chì cao hơn là từ việc sử dụng xăng pha chì dưới dạng hợp chất tetraetyl chì, bất chấp tuyên bố xanh rờn về lợi nhuận của nhà khoa học Robert A. Kehoe và những người khác mà cho rằng, hóa chất này là an toàn. Patterson tiếp tục chiến dịch chống lại việc dùng chì, và cuối cùng chính phủ bắt buộc chấm dứt việc sử dụng chì trong công nghiệp. Tyson kết thúc tập phim bằng cách ghi nhận rằng công việc của các nhà khoa học sẽ giúp con người nhận thức được các vấn đề quan trọng khác chỉ có thể biết được nhờ việc nghiên cứu Trái Đất, tức là không ai có thể lừa dối được Mẹ thiên nhiên.

### 8. "Sisters of the Sun"(Chị em của Mặt Trời)
- Đạo diễn: Brannon Braga
- Ngày chiếu: 27 tháng 4 năm 2014

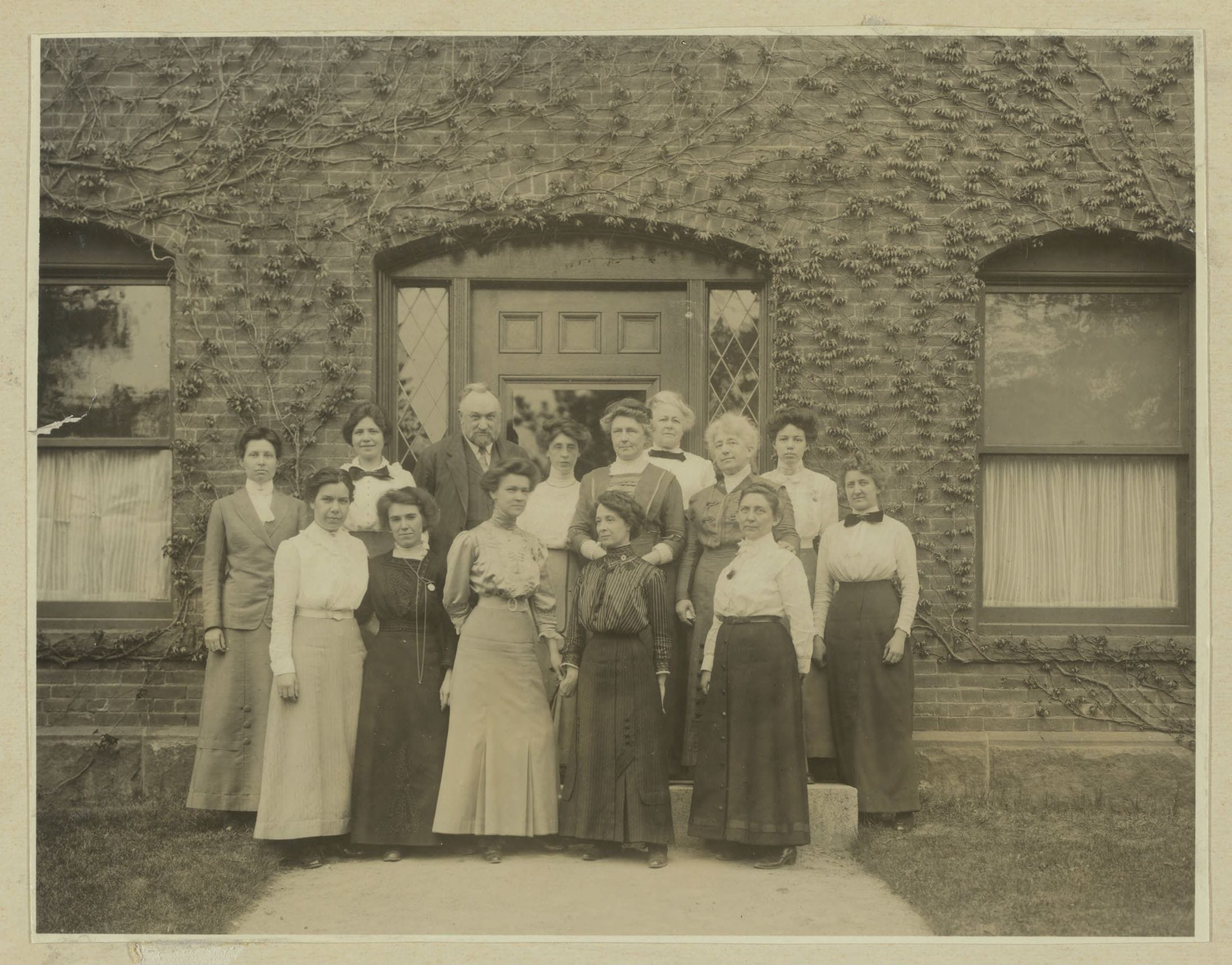
Các "máy tính trường Harvard" phân loại các ngôi sao.

- Lượng người xem (Ở Mỹ): 3,66 triệu người
Tập phim này cung cấp một cái nhìn tổng quan về các thành phần các ngôi sao, và số phận của chúng trong hàng tỉ năm. Tyson mô tả cách con người xa xưa xác định các sao qua việc sử dụng các chòm sao gắn liền với huyền thoại khác nhau, chẳng hạn như Tua Rua 7 Chị Em (Seven Sisters, Pleiades). Tyson mô tả công việc của Edward Charles Pickering chụp quang phổ của nhiều sao cùng một lúc, và công việc của "Các máy tính trường Harvard" (Harvard Computer), một nhóm các nhà nghiên cứu phụ nữ dưới dìu dắt của Pickering, để phân loại quang phổ. Nhóm này gồm Annie Jump Cannon, người đã phát triển hệ thống phân loại sao, và Henrietta Swan Leavitt, người đã phát hiện ra các phương tiện để đo khoảng cách từ một ngôi sao đến Trái Đất bằng quang phổ của nó, sau đó sử dụng để xác định các thiên hà khác trong vũ trụ. Sau đó, nhóm này có thêm thành viên mới là Cecilia Payne. Cecilia Payne và Cannon trở thành 2 người bạn thân thiết. Luận án Payne dựa trên công việc của mình với Cannon, xác định thành phần và nhiệt độ của các ngôi sao nhờ các hệ thống phân loại của Cannon.
Tyson sau đó giải thích vòng đời của các ngôi sao, được sinh ra từ các tinh vân. Tyson sau đó giải thích vòng đời của các ngôi sao, được sinh ra từ các đám mây giữa các vì sao. Tyson giải thích làm thế nào ngôi sao giống như Mặt Trờicó thể giữ nguyên kích thước dù có các lực đối lập tác dụng lên như việc lực hấp dẫn kéo các chất của chúng vào trong, còn việc phình to ra do khí từ các phản ứng nhiệt hạch trong lõi của nó thoát ra. Với độ tuổi mặt trời, nó sẽ nóng hơn và sáng hơn trong 4,4 tỷ năm sau đến mức sự cân bằng giữa các phản ứng này sụp đổ, khiến Mặt Trời phồng ra thành sao khổng lồ đỏ, và sau 1 tỉ năm sụp đổ thành một ngôi sao lùn trắng, sự sụp đổ này có giới hạn bởi các lực nguyên tử, trở thành sao lùn trắng, chiếu sáng mờ nhạt trong 88 tỉ năm nữa. Tyson giải thích cách ngôi sao lớn hơn có thể tạo thành các hình thức nhiều hơn sụp đổ của vật chất, tạo ra tân tinh và siêu tân tinh tùy thuộc vào kích thước của chúng và dẫn đến pulsar. Ngôi sao rất lớn có thể sụp đổ thành lỗ đen. Tyson sau đó nói rằng những ngôi sao cực siêu khổng lồ, ví dụ như sao Eta Carinae. Nó được coi là một khối năng lượng mặt trời không ổn định và có thể trở thành một hypernova (năng lượng gấp 100 lần siêu tân tinh) trong tương lai gần. Tyson kết thúc bằng cách mô tả tất cả các vật chất trên Trái Đất đều là bụi sao, và rằng ánh sáng và năng lượng từ các ngôi sao là những gì thúc đẩy, tạo nên sự sống trên Trái Đất.

### 9. "The Lost Worlds of Planet Earth" (Thế giới bị lãng quên)
- Đạo diễn: Brannon Braga
- Ngày chiếu: 4 tháng 5 năm 2014

siêu lục địa Pangaea.

Bản đồ kiến tạo địa tầng Trái Đất

- Lượng người xem (Ở Mỹ): 4,08 triệu người
Tập phim này khám phá cổ địa lý Trái Đất hàng triệu năm trước, và tác động của nó đến sự phát triển của sự sống trên hành tinh sau này. Tyson bắt đầu bằng cách giải thích rằng cây vô cùng nhiều chất gỗ được phát triển trong kỷ Than đá khoảng 300 triệu trước, không thể phân hủy được vì chưa có loài vào thời điểm đó có thể phân hủy cây như mọt gỗ, vi khuẩn mà thay vào đó lắng xuống đất và trở thành than giàu cacbon. Khoảng 50 triệu năm sau, gần cuối kỉ Permian, sự hoạt động mạnh mẽ của các núi lửa đốt cháy cacbon trong than, giải phóng carbon dioxide và các thứ có tính chất chua, tạo ra hiệu ứng khí nhà kính đột ngột khiến các đại dương ấm lên và phát sinh khí methane từ thềm đại dương, tất cả các loài đầu tiên đều đối mặt với sự kiện tuyệt chủng kỷ Permi-Trias, giết chết 90% các loài trên Trái Đất.
Tyson sau đó giải thích về tính chất của kiến tạo địa tầng hình thành nên những vùng đất rộng lớn của thế giới. Tyson giải thích cách các nhà khoa học đưa ra giả thuyết như Abraham Ortelius có ý kiến rằng vùng đất sát vào nhau thành vùng đất lớn ở trong quá khứ, Alfred Wegener đưa ra ý tưởng về một siêu lục địa Pangaea và thuyết trôi dạt lục địa. Dù lúc đó hiện hành 1 ý nghĩ về sự hình thành của lục địa là do nước làm ngập các vùng đất thấp, để lại vùng đất cao hơn so với mực nước biển như hiện nay. Bruce C. Heezen và Marie Tharp người phát hiện ra sống núi giữa Đại Tây Dương và ủng hộ lý thuyết kiến tạo mảng. Tyson mô tả cách vùng đất rộng lớn của Trái Đất nằm trên lớp vỏ có thể di chuyển do sự chuyển động và sức nóng của lõi ngoài và lõi trong của Trái Đất.
Tyson tiến vào để giải thích các va chạm thiên thạch, bắt đầu Sự kiện tuyệt chủng kỷ Creta-Paleogen, để lại động vật có vú nhỏ trở thành loài chiếm ưu thế trên Trái Đất. Tyson tiến hành mô tả nhiều sự kiện địa chất gần đây như sự hình thành của biển Địa Trung Hải do sự phá vỡ đập tự nhiên tại eo biển Gibraltar, và làm thế nào mà sự hình thành nên địa chất của eo đất Panama đã phá vỡ dòng chảy tự do của Đại Tây Dương vào Thái Bình Dương, khiến biến đổi khí hậu trên quy mô lớn, chẳng hạn như thay đổi số lượng lớn đồng cỏ tươi tốt của châu Phi thành vùng hoang mạc, dẫn đến sự phát triển của động vật có vú biết leo cây. Tyson giải thích thêm tầm ảnh hưởng của các hành tinh khác trong hệ mặt trời có tác dụng vào tốc độ quay và độ nghiêng của Trái Đất, tạo ra các thời kỳ băng hà khác nhau, và làm thế nào những thay đổi này ảnh hưởng chuyến đi du mục đầu tiên con người. Tyson kết thúc tập phim bằng cách ghi lại cách các vùng đất của Trái Đất dự kiến sẽ hợp nhất lại và cho rằng chắc chắn sẽ có sự kiện tuyệt chủng lớn tiếp theo trong tương lai.

### 10. "The Electric Boy" (Cậu bé điện)
- Đạo diễn: Bill Pope
- Ngày chiếu: 11 tháng 5 năm 2014

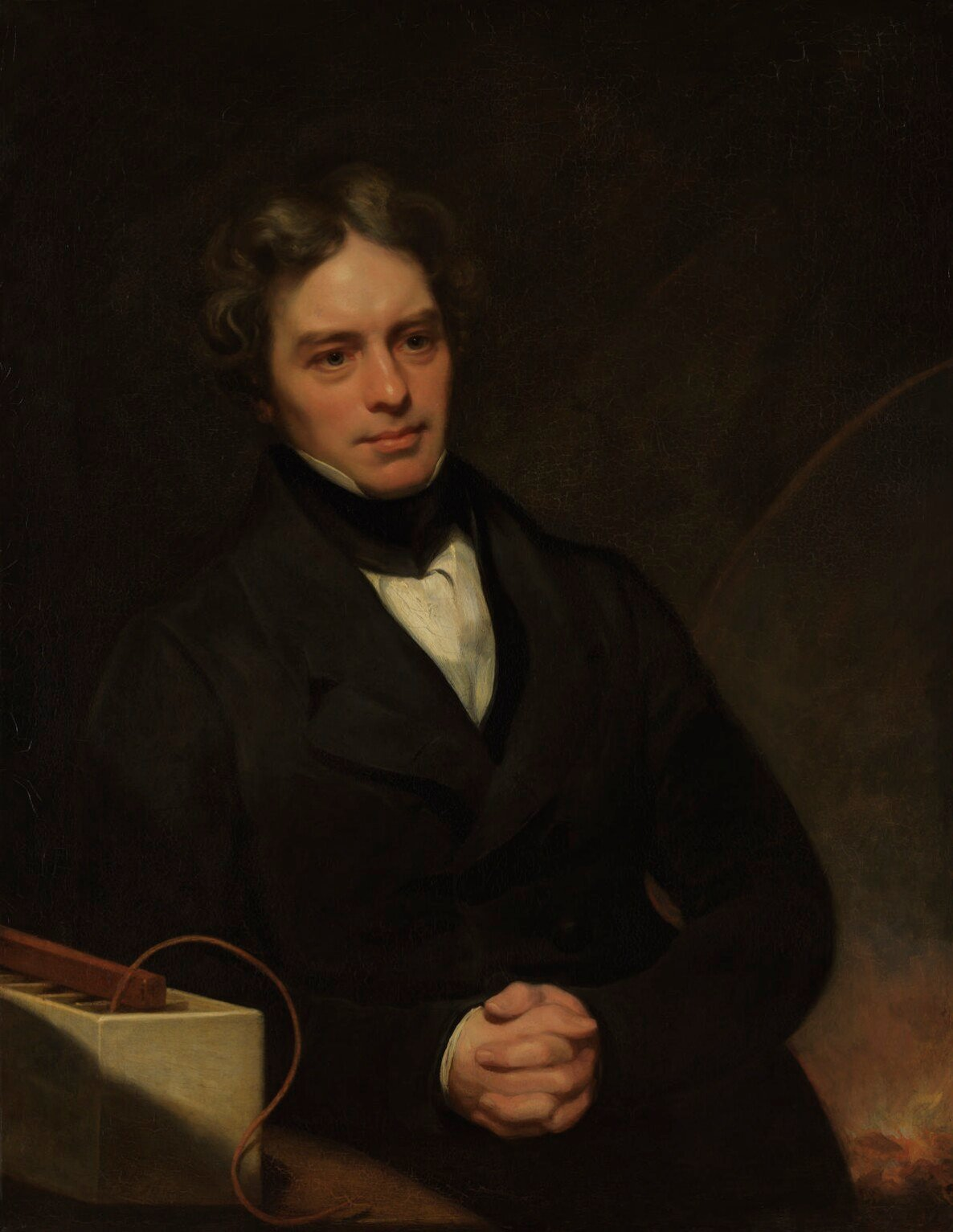
Chân dung của Michael Faraday, phác họa bởi họa sĩ Thomas Phillips (1841-1842)

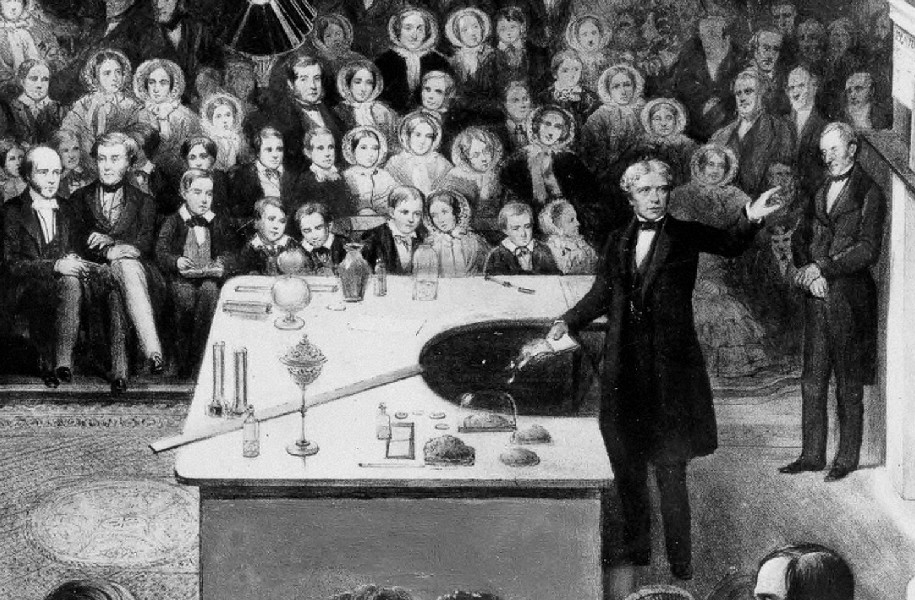
Michael Faraday trình bày thí nghiệm với điện từ tại giảng đường Giáng sinh (năm 1856).

- Lượng người xem (Ở Mỹ): 3,46 triệu người
Tập phim này cung cấp một cái nhìn tổng quan về tính chất của điện từ trường, phát hiện của Michael Faraday. Tyson giải thích làm cách nào mà con người có thể hình thành ý tưởng về một lực của thiên nhiên, tương tự như lực hấp dẫn, được đề xuất trước đó bởi Isaac Newton. Tyson tiếp tục nói về Faraday, từ những ngày niên thiên thiếu nghèo khổ, nhờ tính cách hay mày mò, càng ngày ông càng trở nên quan tâm đến việc nghiên cứu điện sau khi đọc những cuốn sách nói về điện và tham gia vào các bài giảng của Humphry Davy tại Viện Hoàng gia. Davy thuê Faraday làm thư ký và trợ lý phòng thí nghiệm sau khi nhìn thấy ghi chú đặt trên bàn ông.
Sau khi Davy và nhà hóa học William Hyde Wollaston không thành công khi cố gắng phát hiện các hiện tượng điện từ của Hans Christian Ørsted để khai thác khả năng tạo ra chuyển động từ điện (điện cơ), Faraday đã tạo ra những thiết bị của riêng mình, để tạo ra các động cơ điện đầu tiên bằng cách áp dụng điện liên kết cùng một nam châm. Davy, ghen tị Faraday, khi Faraday đã tạo ra một hiện tượng mang tính đột phá, đã yêu cầu Faraday tìm ra cách nâng cao chất lượng kính quang học, khiến Faraday không thể tiếp tục nghiên cứu về điện nữa. Faraday không nản lòng, tiếp tục làm việc trong Viện Hoàng gia, và viết ra các bài giảng vào dịp Giáng sinh được thiết kế để truyền cảm hứng khoa học cho trẻ em. Sau khi Davy chết, Faraday lại nỗ lực nghiên cứu điện từ trường, tạo ra các máy phát điện đầu tiên bằng cách chèn một nam châm trong một cuộn dây.
Tyson tiếp tục kể lại rằng, mặc dù mất đi một số năng lực trí óc của mình (hay quên), Faraday vẫn đã kết luận rằng điện và từ được nối với nhau bằng các trường vô hình, và mặc nhiên công nhận rằng ánh sáng cũng có thể được gắn với các lực. Sử dụng một mẫu kính quang học mà xưa Faraday làm ra khi nghiên cứ quang học, Faraday phát hiện ra rằng từ trường có thể ảnh hưởng đến sự phân cực của ánh sáng truyền qua các mẫu thủy tinh (một loại vật liệu điện môi), dẫn đến hiệu ứng Faraday. Faraday mặc nhiên công nhận rằng các trường này tồn tại trên khắp hành tinh, mà sau này sẽ được gọi là từ trường của Trái Đất tạo ra bởi sắt nóng chảy lõi bên trong, cũng như các hiện tượng gây ra các hành tinh xoay quanh mặt trời. Công việc Faraday ban đầu đã bị từ chối bởi cộng đồng khoa học do thiếu sự ủng hộ toán học (không viết được phương trình toán học), nhưng James Clerk Maxwell sau này viết lý thuyết Faraday thành phương trình của Maxwell rằng xác nhận lý thuyết Faraday là đúng. Nỗ lực kết hợp của họ tạo ra cơ sở khoa học hiện đại ngày nay.

### 11. "The Immortals" (Bất tử)
- Đạo diễn: Bill Pope
- Ngày chiếu: 18 tháng 5 năm 2014
- Lượng người xem (Ở Mỹ): 3,24 triệu người
Tập phim này miêu tả cách sự sống có thể phát triển trên Trái Đất và khả năng gây dựng cuộc sống trên các hành tinh khác. Tyson bắt đầu bằng cách giải thích làm thế nào mà con người người có thể phát triển hệ thống chữ viết, cho phép việc chuyển giao thông tin từ thế hệ này sang thế hệ khác qua 1 câu chuyện: Xưa có 1 nàng công chúa Iraq tên là  Enheduanna (2280 trước Công nguyên). Cô có ước mơ là bước qua cánh cổng thần kì và muốn cho đời sau thấy được những gì cô làm được, từ đó cô nghĩ ra ký tự chữ viết đầu tiên của nhân loại. Do đó, cô chính là một trong những người đầu tiên ký tên vào tác phẩm của mình. Tyson giải thích làm cách nào mà Gilgamesh thu thập được câu chuyện, trong đó có truyện nói rằng có một trận lụt lớn thời nhân vật Utnapishtim và câu chuyện con thuyền Noah. Tyson giải thích DNA như hồ sơ thông tin, di truyền sự sống, và làm thế nào DNA xuất hiện trên Trái Đất, bao gồm cả quá trình tiến hóa từ một hồ thủy triều cạn, hoặc từ các viên đá va chạm thiên thạch từ hành tinh khác. Trong trường hợp thứ 2, Tyson giải thích cách so sánh các thành phần của thiên thạch Nakhla rơi vào năm 1911 với kết quả thu thập bởi các chương trình Viking đã chứng minh rằng thành phần sao Hỏa gần giống như Trái Đất, và khả năng của một số vi khuẩn có thể tồn tại trong điều kiện khắc nghiệt của không gian. Với các chuyển động của hệ thống năng lượng mặt trời thông qua các thiên hà qua hàng tỉ năm, cuộc sống sẽ có thể nhân lên từ hành tinh này đến hành tinh kia theo cách tương tự như thế. Tyson sau đó giả sử rằng nếu sự sống trên các hành tinh khác có thể tồn tại. Ông giải thích cách dự án Diana thực hiện trong những năm 1940 cho thấy, sóng radio có thể đi trong không gian, và cho rằng tất cả các tín hiệu phát sóng của nhân loại tiếp tục phát ra vào không gian từ hành tinh chúng ta. Tyson lưu ý rằng dự án đã tìm kiếm dược các tín hiệu tương tự có khả năng phát ra từ hệ thống năng lượng mặt trời khác. Phần tiếp theo, ông lưu ý rằng các nền văn minh có thể bị xóa sổ bởi các sự kiện vũ trụ như siêu tân tinh, thiên tai như "thảm họa Toba" (xem Toba catastrophe theory, Wikipedia tiếng Anh) hoặc thậm chí tự tiêu diệt thông qua chiến tranh hoặc các cách khác, do đó lập dự toán xác suất rất khó khăn. Tyson mô tả các thiên hà hình elip, trong đó một số các ngôi sao lùn đỏ lâu đời nhất còn tồn tại, sẽ cung cấp cơ hội tốt nhất trong việc tìm kiếm nền văn minh. Tyson kết luận rằng, trí thông minh của con người chắc chắn sẽ được áp dụng đúng cách, cho phép loài người tránh thảm họa chết chóc này, và cho phép chúng ta di chuyển ra khỏi Trái Đất trước khi mặt trời trở thành sao khổng lồ đỏ.
Phim hoạt hình nói về công chúa Enheduanna được mô phỏng theo Christiane Amanpour (chương trình CNN), người cũng lồng giọng nói cho nhân vật công chúa Enheduanna.

### 12. "The World Set Free" (Thế giới tự do)
- Đạo diễn: Brannon Braga
- Ngày chiếu: 1 tháng 6 năm 2014

Sự gia tăng nhiệt độ bề mặt trên Trái Đất do sự ấm lên toàn cầu.

- Lượng người xem (Ở Mỹ): 3,52 triệu người
Tập phim này khám phá bản chất của hiệu ứng nhà kính (phát hiện bởi Joseph Fourier và Svante Arrhenius), và các bằng chứng chứng minh sự tồn tại của sự nóng lên toàn cầu từ ảnh hưởng của con người. Tyson bắt đầu bằng việc mô tả lịch sử lâu dài của sao Kim, dựa trên các bài đọc từ Venera (thu tập số liệu về sao Kim), của thiết bị thăm dò, cho rằng hành tinh đã từng có một đại dương và một bầu khí quyển giống như Trái Đất, nhưng do sự phát hành của khí carbon dioxide từ các vụ phun trào núi lửa, hiệu ứng nhà kính khủng khiếp xảy ra trên sao Kim gây ra nhiệt độ bề mặt sao Kim tăng và nước từ các đại dương bốc hơi.
Tyson sau đó ghi nhận bản chất của lượng carbon dioxide trong khí quyển có thể ảnh hưởng đến khí hậu của Trái Đất do hiệu ứng nhà kính, và mức độ của carbon dioxide đã gia tăng kể từ đầu thế kỷ 20. Bằng chứng cho thấy điều này là lượng tiêu thụ dầu, than đá, khí thay vì từ núi lửa phun trào tạo carbon dioxide. Sự gia tăng lượng khí carbon dioxide đã dẫn đến sự gia tăng nhiệt độ, lần lượt dẫn đến vòng lặp phản hồi khẳng định của các chỏm băng và lớp băng vĩnh cửu ở vùng cực tan ra, tiếp tục làm tăng nồng độ carbon dioxide trong không khí. Tyson sau đó cho rằng con người đã phát hiện ra phương tiện khai thác năng lượng mặt trời, chẳng hạn như động cơ năng lượng mặt trời của Augustin Mouchot (thế kỷ 19), và máy phát điện hơi nước năng lượng mặt trời của Frank Shuman năm 1910. Tyson chỉ ra rằng trong cả hai trường hợp trên, than đá và dầu lúc đó vô cùng rẻ tiền khiến những phát minh đó bị bỏ qua vào thời điểm đó. Ngày nay, hệ thống năng lượng mặt trời và điện gió sẽ có thể thu thập đủ năng lượng mặt trời từ ánh nắng mặt trời dễ dàng. Tyson sau đó so sánh động lực chuyển đổi sang các hình thức năng lượng sạch như những nỗ lực về cuộc đua vào không gian. Tyson nhấn mạnh rằng bây giờ chưa phải là quá muộn cho con người sửa chữa lỗi lầm của mình.

### 13. "Unafraid of the Dark" (Không sợ bóng tối)
- Đạo diễn: Ann Druyan
- Ngày chiếu: 8 tháng 6 năm 2014

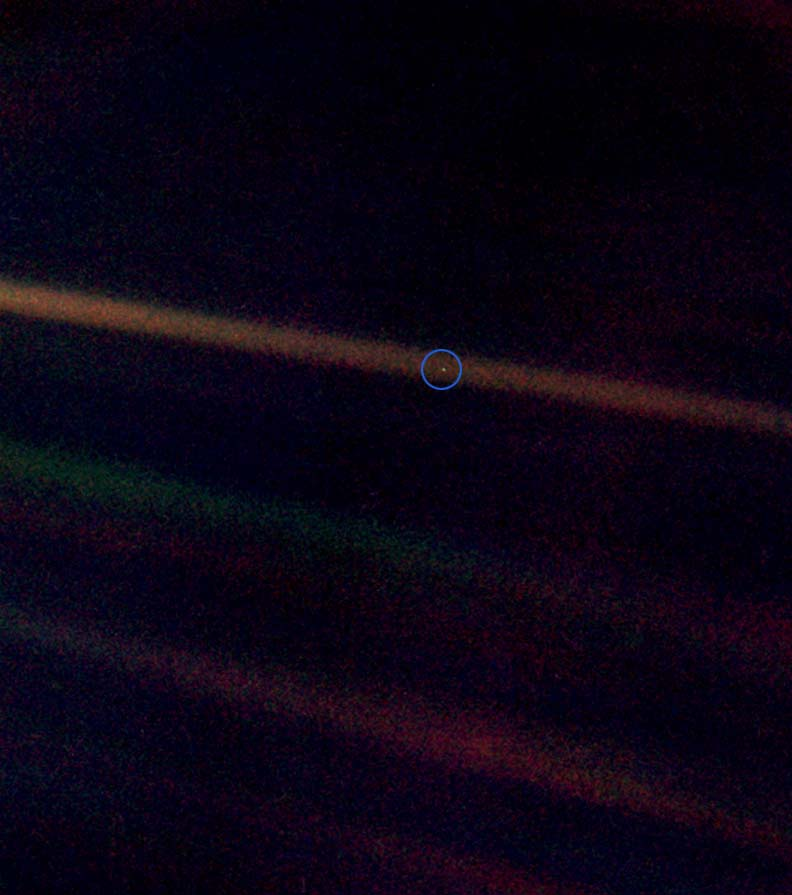
Vị trí của Đốm xanh mờ.

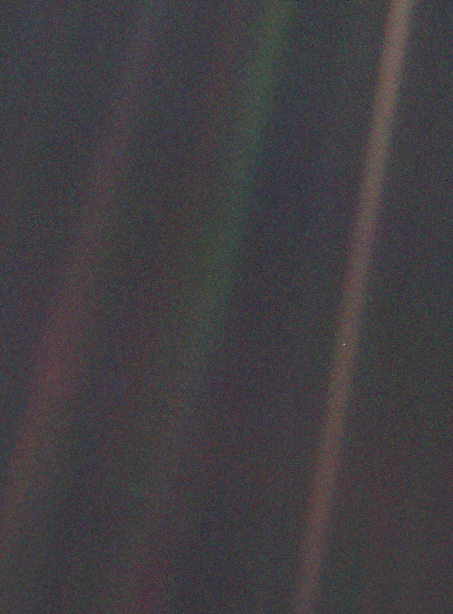
Trái Đất trông giống như một đốm xanh mờ ở giữa dải ánh sáng ngoài cùng bên phải, được chụp bởi Voyager 1 từ bên ngoài quỹ đạo của Sao Hải Vương.

- Lượng người xem (Ở Mỹ): 3,09 triệu người
Tyson bắt đầu tập phim bằng cách nói về sự kiện thư viện Alexandria bị phá hủy, khiến mất đi rất nhiều kiến thức của nhân loại lúc bấy giờ. Sau đó, ông đối chiếu vế sự nỗ lực của nhân loại trong con đường khám phá ra kiến thức mới của vũ trụ và khẳng định rằng, không 1 thế lực nào có thể ngăn cản con người đi tìm tri thức.
Tyson sau đó tiến hành mô tả sự phát hiện của các tia vũ trụ bởi Victor Hess thông qua các chuyến đi khinh khí cầu độ cao vô cùng lớn, nơi mà nhiều bức xạ vũ trụ hơn bề mặt Trái Đất. Nhà thiên văn học người Thụy Sĩ tên Fritz Zwicky, nhà nghiên cứu siêu tân tinh, mặc nhiên công nhận rằng những tia vũ trụ có nguồn gốc từ những siêu tân tinh thay vì bức xạ điện từ. Zwicky tiếp tục nghiên cứu các siêu tân tinh, và bằng cách nhìn vào thí nghiệm ánh sáng của những sao neutron (được gọi là những ngọn nến đánh dấu vì độ sáng của chúng là cố định), ước lượng sự di chuyển của các thiên hà trong vũ trụ. Tính toán của ông gợi ý rằng hẳn phải có một loại khối lượng vật chất nào đó lớn hơn trong vũ trụ so với những vật chất nhìn rõ ràng trong các thiên hà quan sát được. Cuối cùng, nó được gọi là vật chất tối. Ban đầu điều này bị lãng quên,sau đó lý thuyết Zwicky đã được xác nhận bởi công việc của Vera Rubin, người đã quan sát rằng sự quay của các ngôi sao ở rìa các thiên hà quan sát được không tuân theo nguyên tắc "vật càng xa tâm càng di chuyển chậm quanh tâm", dẫn đến thứ gọi là vật chất tối. Điều này tiếp tục dẫn đến việc phát hiện ra năng lượng tối bởi Edwin Hubble góp phần cho sự hiểu biết mập mờ của con người về sự mở rộng của vũ trụ rằng còn xa hơn đến vô cùng về khối lượng vật chất thấy được và vật chất tối.
Tyson sau đó mô tả việc đi lại giữa các vì sao, bằng cách sử dụng hai tàu thăm dò Voyager. Bên cạnh khả năng xác định một số tính chất của các hành tinh trong hệ mặt trời, Voyager 1đã có thể chứng minh được sự tồn tại của nhật quyển trong hệ mặt trời từ các gió liên sao. Tyson tiếp tục mô tả Carl Sagan trong chương trình Cosmos: A Personal Voyage, bao gồm cả việc tạo ra Voyager Golden Record (Đĩa ghi vàng Voyager), gói gọn tất cả điều hiểu biết của nhân loại lúc đó và vị trí của Trái Đất trong vũ trụ, và thuyết phục giám đốc chương trình muốn Voyager I chụp ảnh Trái Đất từ ngoài quỹ đạo của Hải Vương tinh, tạo ra hình ảnh của Pale Blue Dot (Chấm xanh mờ). Tyson kết thúc tất cả các tập phim này bằng cách nhấn mạnh vào thông điệp của Sagan về nghĩa vụ của con người trong sự bao la của vũ trụ, khuyến khích nhân loại tiếp tục khám phá và tìm tòi những điều bí ẩn trong vũ trụ.
Kết thúc bộ phim là hình ảnh Con tàu tưởng tượng không có người điều khiển bay khỏi Trái Đất để vào trong không gian.

## Phản hồi
Phim giành giải thưởng Choice Television Critics lần thứ 4 cho "Truyền hình thực tế hay nhất", và Tyson trao cho "Khách mời thực tế tốt nhất". Phim cũng được đề cử cho "Thành tựu nổi bật trong ngành tin tức và thông tin" trong lễ trao giải TCA lần thứ 30 và giải Emmy lần thứ 12, bao gồm cả "Phim tài liệu xuất sắc phi hư cấu". Chương trình đã đoạt giải Emmy cho "Kịch bản xuất sắc phi hư cấu" và "Âm thanh xuất sắc phi hư cấu", và Silvestri giành được giải Emmy cho cả hai hạng mục: "Nhạc phim nền xuất sắc" và "Nhạc phim xuất sắc cho mỗi tập phim".
Song, phim đã bị chỉ trích bởi một số người Kitô hữu và quyền tôn giáo cho một số ý kiến của những chương trình này. Phong trào Kitô giáo thất vọng rằng các lý thuyết khoa học được đề cập trong chương trình đã "đè bẹp" các câu chuyện sáng tạo trong kinh thánh Kitô giáo. Giáo hội Công giáo đã thất vọng rằng chương trình khoa học đã xúc phạm "phiến đồ" Công giáo. Một phát ngôn viên của Giáo hội Công giáo cho rằng cách chương trình tập trung vào nhà triết học Giordano Bruno, người đã bị đàn áp bởi Giáo hội Công giáo cho thấy Trái Đất quay quanh Mặt Trời, và tuyên bố rằng chương trình đã bỏ qua Copernicus và Galileo, người chứng minh và phổ biến thuyết nhật tâm".

## Mùa tiếp theo
Dự kiến mùa tiếp theo của series - Cosmos: Possible World sẽ được công chiếu vào mùa xuân năm 2019.